# Mark Duncan
Pour les articles homonymes, voir Duncan.
Mark Duncan, né en 1974, est un nageur sud-africain.

## Carrière
Mark Duncan est médaillé d'or du relais 4 x 100 mètres nage libre et médaillé d'argent du 100 mètres nage libre aux Jeux africains de 1995 à Harare,.
Il termine troisième du 200 mètres nage libre aux sélections olympiques d'Afrique du Sud à Durban en mars 1996.